# Ла-Местиса
Ла-Местиса (исп. La Mestiza) — посёлок в юго-восточной части Мексики, на территории штата Веракрус. Входит в состав муниципалитета Камарон-де-Техеда.

## Географическое положение
Ла-Местиса расположена в центральной части штата, на расстоянии приблизительно 65 километров к юго-востоку от города Халапа-Энрикеса, административного центра штата. Абсолютная высота — 283 метра над уровнем моря.

## Население
Согласно данным, полученным в ходе проведения официальной переписи 2005 года, в посёлке проживало 569 человек (280 мужчин и 289 женщин). Насчитывалось 149 домов. По возрастному диапазону население распределилось следующим образом: 28,5 % — жители младше 18 лет, 58,7 % — между 18 и 59 годами и 12,8 % — в возрасте 60 лет и старше. Уровень грамотности среди жителей старше 15 лет составлял 90 %.
По данным переписи 2010 года, численность населения Ла-Местисы составляла 640 человек. Динамика численности населения посёлка по годам:
| 2000 | 2005 | 2010 |
| ---- | ---- | ---- |
| 544  | 569  | 640  |